# لوکوفکا
لوکوفکا (به لاتین: Lukovka) یک منطقهٔ مسکونی در روسیه است که در سرزمین آلتای واقع شده‌است.